# 쉬푸구이
쉬푸구이(중국어 정체자: 徐富癸, 병음: Xú Fùgûi, 한자음: 서부계, 1970년 10월 29일 ~ )는 중화민국의 정치인이다. 2024년 핑둥현 제2선거구의 입법위원으로 당선된다.